# Darsena Arsenale Vecchio

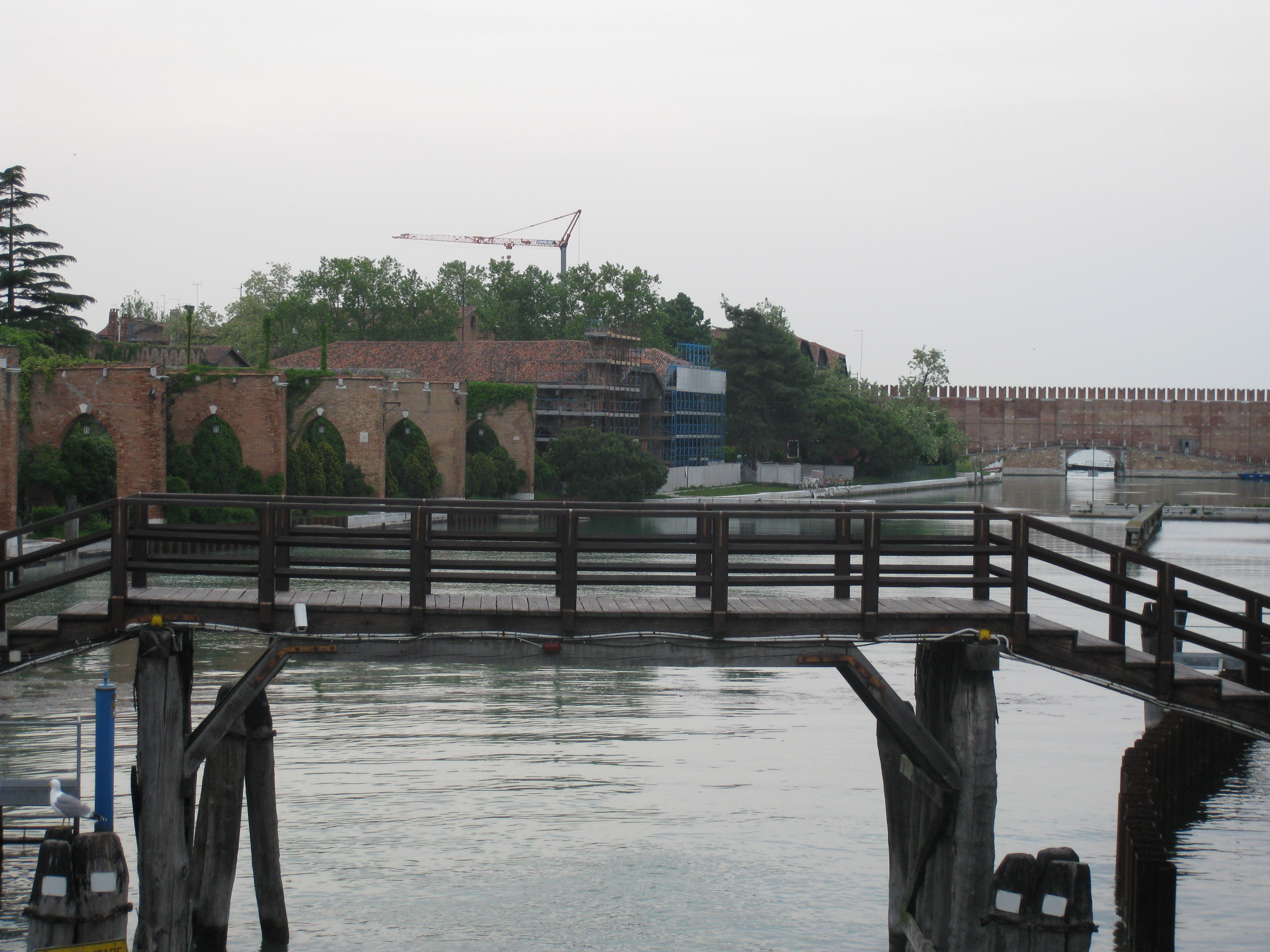
accès sud de la darsena, prolongée par le canal delle Galeazze

La darsena dell'Arsenale Vecchio (du vénitien Arsenal vecio soit « darse de l'ancien arsenal ») est une darse de Venise dans l'enceinte de l'Arsenale Vecchio (sestiere de Castello). 

## Description
Le darsena Arsenale Vecchio a une longueur d'environ 190 mètres sur une largeur de 55 mètres. Il part de la porta da mar sur le rio dell'Arsenale vers le nord-est et est prolongé par le canal delle Galeazze pour rejoindre les Fondamente Nuove et la lagune au nord de la ville.

## Origine

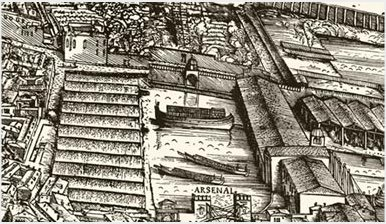
La vue de Jacopo de' Barbari.

Cette partie forme le noyau historique de l'Arsenal de Venise.
Les deux tours jumelles qui surveillent l'entrée de la porta da mar de nos jours ne sont pas celles d'origine, visibles dans la vue du XVIe siècle de Jacopo de' Barbari et qui furent démolies en 1686, quand l'élargissement de l'ancien passage devint indispensable pour le passage des coques des nouveaux vaisseaux. Alessandro Tremignon réalisa deux tours plus hautes et adopta une solution architecturale conférant aux constructions un aspect beaucoup plus élancé.

## Situation
- Ce bassin est situé au nord du rio dell'Arsenale.